# Poligon badawczy Poker Flat

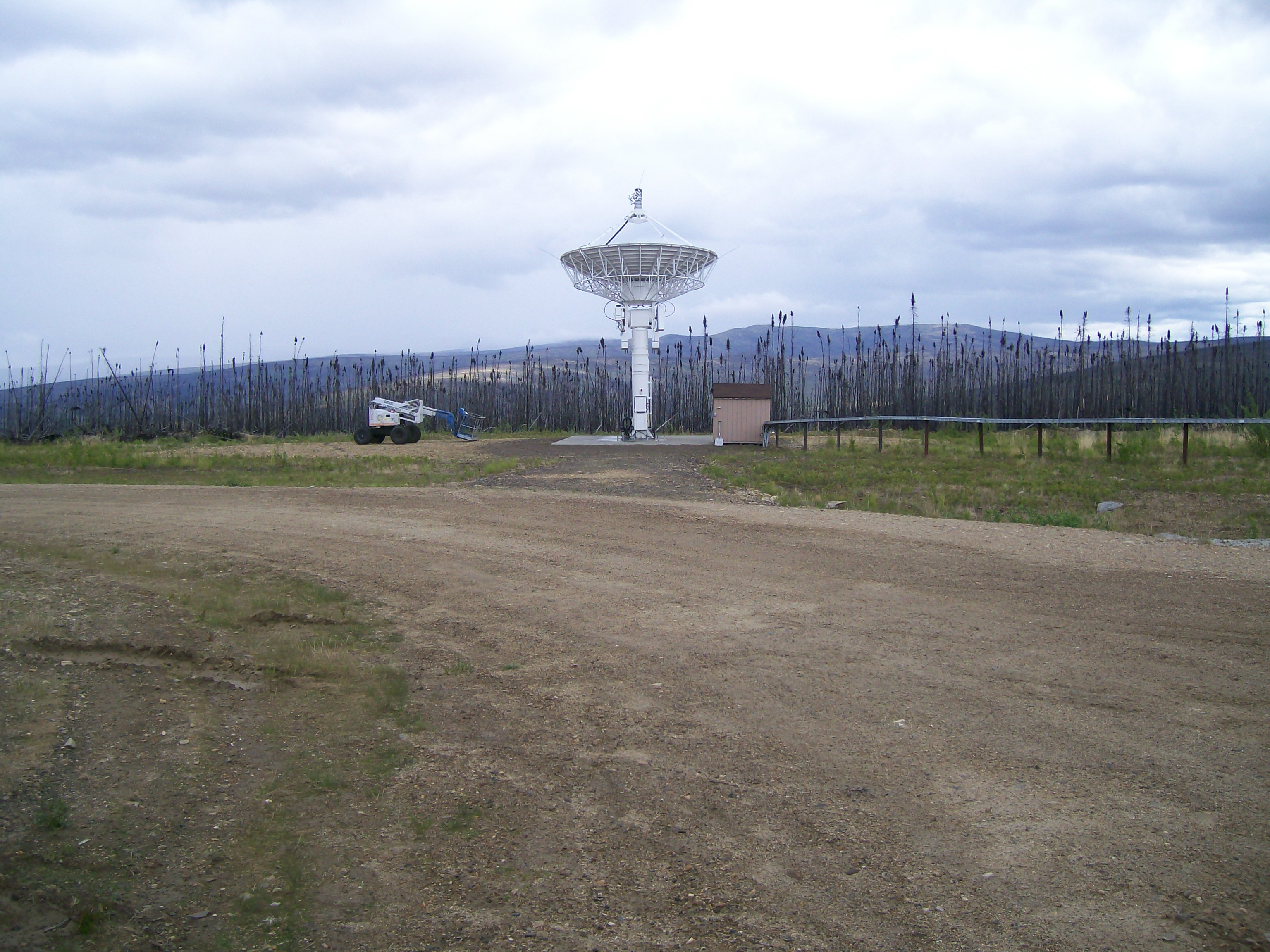
Poligon Poker Flat

Poker Flat Research Range (PFRR) – poligon rakietowy rakiet sondażowych należący od 1968 do Instytutu Geofizyki Uniwersytetu Alaska Fairbanks. Największy na świecie lądowy poligon rakietowy zajmujący 20,77 km². Położony około 50 km na północny wschód od miasta Fairbanks. Obsługiwany przez NASA na podstawie umowy z Wallops Flight Facility. Od momentu powstania współpracujący i finansowany przez Defense Threat Reduction Agency i jej poprzedniczkę, Defense Nuclear Agency (DNA). Wśród użytkowników ośrodka są: Naval Research Laboratory (NRL), Laboratorium Geofizyki Sił Powietrznych Stanów Zjednoczonych (AFGL), liczne uniwersytety i instytuty naukowe. Wystrzelono z niego ponad 1500 rakiet meteorologicznych i ponad 236 rakiet sondażowych do badań zórz polarnych, fizyki plazmy, powłoki ozonowej, wiatru słonecznego, magnetosfery, promieniowania ultrafioletowego.

## Historia
PFRR powstał z ośrodka badań nad zorzą polarną, prowadzonych na Alasce od lat 20. XX wieku. Pierwsze rakiety sondażowe wysyłano w tym celu od 1946 roku, dzięki powstaniu Instytutu Geofizyki. Na początku lat 60. dr Neil Davis z nowo powstałego Instytutu zaproponował utworzenie alaskańskiego ośrodka rakiet badawczych, którego unikalną cechą byłoby położenie blisko kadr naukowych (uniwersytet) i strefy najczęstszego występowania zórz polarnych.
Propozycja musiała konkurować z podobnym amerykańsko-kanadyjskim ośrodkiem budowanym około Fort Churchill, w Kanadzie, u wybrzeży Zatoki Hudsona. Ośrodek ten był jednak położony wewnątrz strefy zórz, co ograniczało jego możliwości badawcze do jednego typu zórz.
W 1968 Departament Obrony zgłosił potrzebę wysłania z Alaski sześciu rakiet do rozproszenia baru w atmosferze. Instytut Geofizyki wydzierżawił w tym celu 5000 akrów ziemi od stanu Alaska, które potem, po przekazaniu ich dla Uniwersytetu Alaska Fairbanks, utworzyły Poker Flat Research Range. Po zakończeniu prób z rakietami z barem, wojsko chciało zamknięcia poligonu. Davis zaproponował, że zapewni naziemne obserwacje substancji chemicznych rozpraszanych z różnych miejsc, ale pod warunkiem, że będzie mógł wysyłać własne rakiety, sponsorowane przez NASA, z Poker Flat, zamiast z Fort Churchill, jak to było planowane. Władze federalne przystały na to. Rakiety Davisa stały się pierwszymi cywilnymi rakietami wystrzeliwanymi z nowego poligonu.
Po pomyślnym starcie pierwszych siedmiu rakiet oficjalnie powołano poligon Poker Flat. Przez pierwsze lata Instytut Geofizyki utrzymywał ośrodek możliwie najniższym budżetem, póki nie okazał się odpowiedni wydajny i naukowo przydatnym. Gdy na zimę 1970 zaplanowano start 13 rakiet, rozpoczęto budowę budynków i instalowania nowego wyposażenia. Budowę podstawowej infrastruktury zakończono w 1972. W 1974 wybudowano obserwatorium geofizyczne, mieszczące radiometry, magnetometry, kamery, fotometry i inne.
W latach 90. XX wieku powstały nowe zabudowania poligonu, dzięki grantowi Kongresu w wysokości 30 milionów USD. Wyremontowano też starsze budynki.

## Ośrodek
Ośrodek składa się z 5 stanowisk startowych rakiet, z których dwa przystosowane są do pracy w ciężkich warunkach pogodowych z rakietami o masie do 16 000 kg. Rakiety osiągają wysokość do 1500 km i opadają na lodowiec arktyczny, na odległość do 1800 km. Zabudowania obejmują budynki administracyjne, bunkry, hale montażu rakiet i ładunków, budynek obserwatorium naukowego.
Działalność ośrodka została ostatnio rozszerzona o badania samolotami bezzałogowymi i radar rozpraszania niekoherentnego (Incoherent Scatter Radar).
Tutejsza stacja śledzenia, Alaska Ground Station, wspomaga pracę wielu misji satelitarnych, jak Aqua, Aura, Terra, czy Landsat 7, w pasmach S i X. Jedenastometrowa antena Datalynx PF1, firmy Honeywell, jest częścią Earth Observing System Polar Ground Network (EPGN), tworzonego wraz z ośrodkiem na Svalbardzie (Svalbard Ground Station), stacją naziemną Kongsberg-Lockheed Martin (SKS), i norweską stacją naziemną Svalsat (SG3).

## Rakiety
Z ośrodka wystrzeliwano między innymi rakiety typu:
- Arcas
- Astrobee
- Black Brant
- MIM-23 Hawk
- MGR-1 Honest John
- Javelin
- Loki
- Nike
- Rocketsonde
- Sandhawk
- MGM-29 Sergeant
- Strypi
- RIM-2 Terrier
- Terrier Sandhawk
- TE-416 Tomahawk